# Ликодија Еубеа
Ликодија Еубеа (итал. Licodia Eubea) је насеље у Италији у округу Катанија, региону Сицилија.
Према процени из 2011. у насељу је живело 2921 становника. Насеље се налази на надморској висини од 585 м.

## Становништво
Према резултатима пописа становништва 2011. у општини је живело 3.047 становника.
| 1951. | 1961. | 1971. | 1981. | 1991. | 2001. | 2011. |
| ----- | ----- | ----- | ----- | ----- | ----- | ----- |
| 5.368 | 4.661 | 3.413 | 3.157 | 3.056 | 3.161 | 3.047 |